# Ласпи
Ла́спи (укр. Ласпі, крымскотат. Laspi, Ласпи, греч. Λάσπη) — посёлок в отдалённой южной части Балаклавского района Севастополя.
Территория посёлка находится на юге района, на Южном берегу Крыма, в котловине Ласпинской бухты, в небольшой долине склона Байдарской яйлы.

## История
Старинное греческое селение, судя по имеющимся рядом, на вершине горы св. Ильи, остаткам укреплённого монастыря VIII—XIII веков, могло существовать с середины первого тысячелетия. В XIII—XIV веках селение входило в состав княжества Феодоро, а, после завоевания княжества Османской империей в 1475 году, включено в Мангупский кадылык Кефинского санджака (впоследствии, эялета). Впервые в исторических документах название встречается в налоговых ведомостях 1634 года, согласно которым в селении числилось 8 дворов немусульман, из которых недавно прибывших в Ласпи 7 дворов: 5 из Хайто и 2 двора из неназванного селения. Документальное упоминание селения встречается в «Османском реестре земельных владений Южного Крыма 1680-х годов», согласно которому в 1686 году (1097 год хиджры) Ласпи входил в Мангупский кадылык эялета Кефе. Всего упомянуто 19 землевладельцев, из которых 17 иноверцев, владевших 511-ю дёнюмами земли. После обретения ханством независимости по Кючук-Кайнарджийскому мирному договору 1774 года «повелительным актом» Шагин-Гирея 1775 года селение было включено в Крымское ханство в состав Бакчи-сарайского каймаканства Мангупскаго кадылыка. В этот период, в 1778 году, христианское население Крыма было выселено в Приазовье. Согласно «Ведомости о выведенных из Крыма в Приазовье христианах» А. В. Суворова из Ласпи выехало 128 греков (63 мужчины и 65 женщин)(в ведомости митрополита Игнатия Ласпа просто упомянута), основавших, совместно с выходцами из деревни Алсу, селение с таким же названием — Ласпи. В ведомости «при бывшем Шагин Герее хане сочиненная на татарском языке о вышедших християн из разных деревень и об оставшихся их имениях в точном ведении его Шагин Герея» и переведённой 1785 году о деревне Ласпи содержится список 19 жителей деревни, с перечислением принадлежавших им садов и дано следующее описание
В сей деревне домов было 31 но как все разорены то потому и не вписываются имена хозяев садов же не все имели как только выше писанные 19 человек земли же их суть нижеследующие 1-е считается на 25 плугов малых луга же смежны с полями граница начинается с восточной стороны до Чобан ташы урочище а от туда до морского берега Беюк Ял и именуемого а от туда до урочища Бадна каясы отдуда до моря и до Кош кая урочище и до полей деревни Фороз

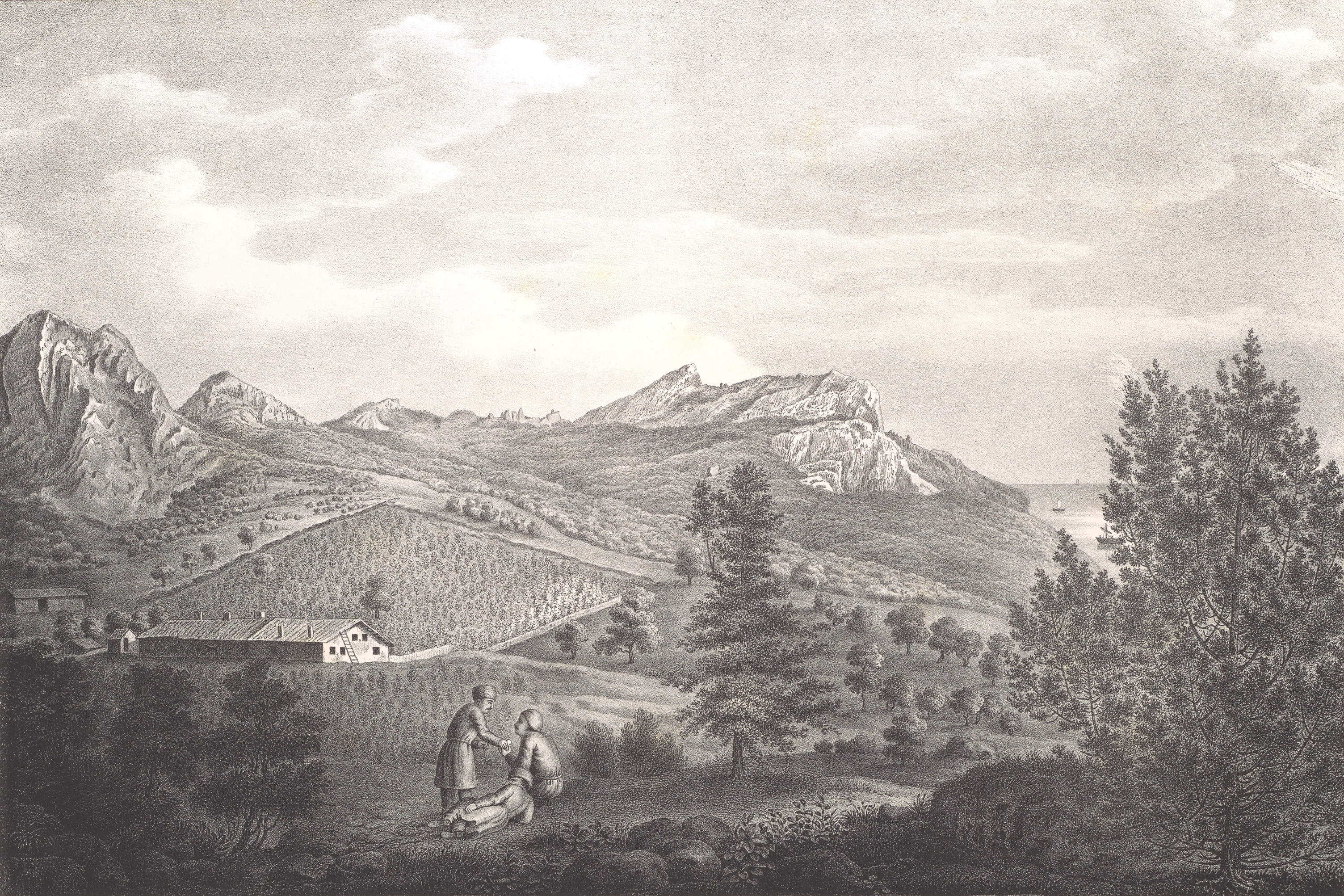
Вид горы святого Ильи (Ильяс-Каясы) из долины Ласпи в Крыму (лист LVI второй части атласа к «Путешествию по Кавказу…» Фредерика Дюбуа де Монпере. Париж. 1843 год)

 В путеводителе Сосногоровой 1871 года описываются развалины нескольких церквей и старинное кладбище выше бывшего селения, а также террасы с тысячами старых сливовых деревьев.
По Камеральному Описанию Крыма… Декабря 17 дня 1783 года, ведомость № 32, в Ласпи, после выселения, оставалось 30 разваленных домов — видимо, деревня опустела совершенно, поскольку, в том же Камеральном Описании, среди жилых селений Мангупского кадылыка, Ласпи не значится, как и в Ведомости о всех селениях в Симферопольском уезде состоящих с показанием в которой волости сколько числом дворов и душ… от 9 октября 1805 года. На военно-топографической карте генерал-майора Мухина 1817 года деревня обозначена, но без указания числа дворов.
Вновь название, как дача Ляспи, уже в составе Байдарской волости Ялтинского уезда, встречается на карте 1842 года
В 1860-х годах, после земской реформы Александра II, деревня осталась в составе преобразованной Байдарской волости. Согласно «Списку населённых мест Таврической губернии по сведениям 1864 года», составленному по результатам VIII ревизии 1864 года, Ласпи — владельческая русская экономия, с 1 двором, 1 жителем и кордоном пограничной стражи при бухте Ласпи. На трёхверстовой карте Шуберта 1865—1876 года на месте деревни обозначена дача Ласпи, построенная генералом Потье и в тот год принадлежавшая братьям Вассаль; на верстовой карте 1889—1890 года — усадьба Ласпи.
В Статистическом справочнике Таврической губернии 1915 года в Байдарской волости Ялтинского уезда числится имение Ляспи Евгения Романовича Вассаль с 1 двором. В январе 1915 года в Таврическом дворце в Петрограде состоялся всероссийский «Съезд по улучшению русских лечебных местностей и учреждений», на котором была озвучена идея создания города-сада Ласпи, к разработке проекта которого был привлечен академик архитектуры Иван Фомин. Фомин разработал подробнейший генеральный план будущего курорта, вплоть до дизайна фонарей и верстовых столбов: свободная планировка поселения, вписанная в ландшафт и рельеф амфитеатра залива Ласпи с дугообразной уличной сетью и радиусами озеленённых проспектов, и дуга линии железной дороги, пересекаемая радиусами фуникулеров.. По проекту, площадь города должна была быть примерно 750 гектаров и рассчитывалась на четыре с половиной тысячи человек. Предусматривалась одноэтажная усадебная застройка с большими участками — от 0,55 до 1 гектара. В будущем городе планировалось четыре района, в каждом из которых были гостиницы, лавки, кофейни. В центральном районе планировались большая гостиница, стадион, главные площади (административная, торговая, площадь гимназии), а также театр и церковь. Фомин детально прорисовал более ста сооружений, все в неоклассическом стиле. Районы города связывались линией железной дороги и тремя радиусами фуникулёров. В северо-восточной части планировалась хозяйственная зона — «Экономия Ласпи»: хлебопекарня, кирпичный завод, жилые дома для рабочих-строителей, рыбный завод, гостиница, питомник и школа садоводства.

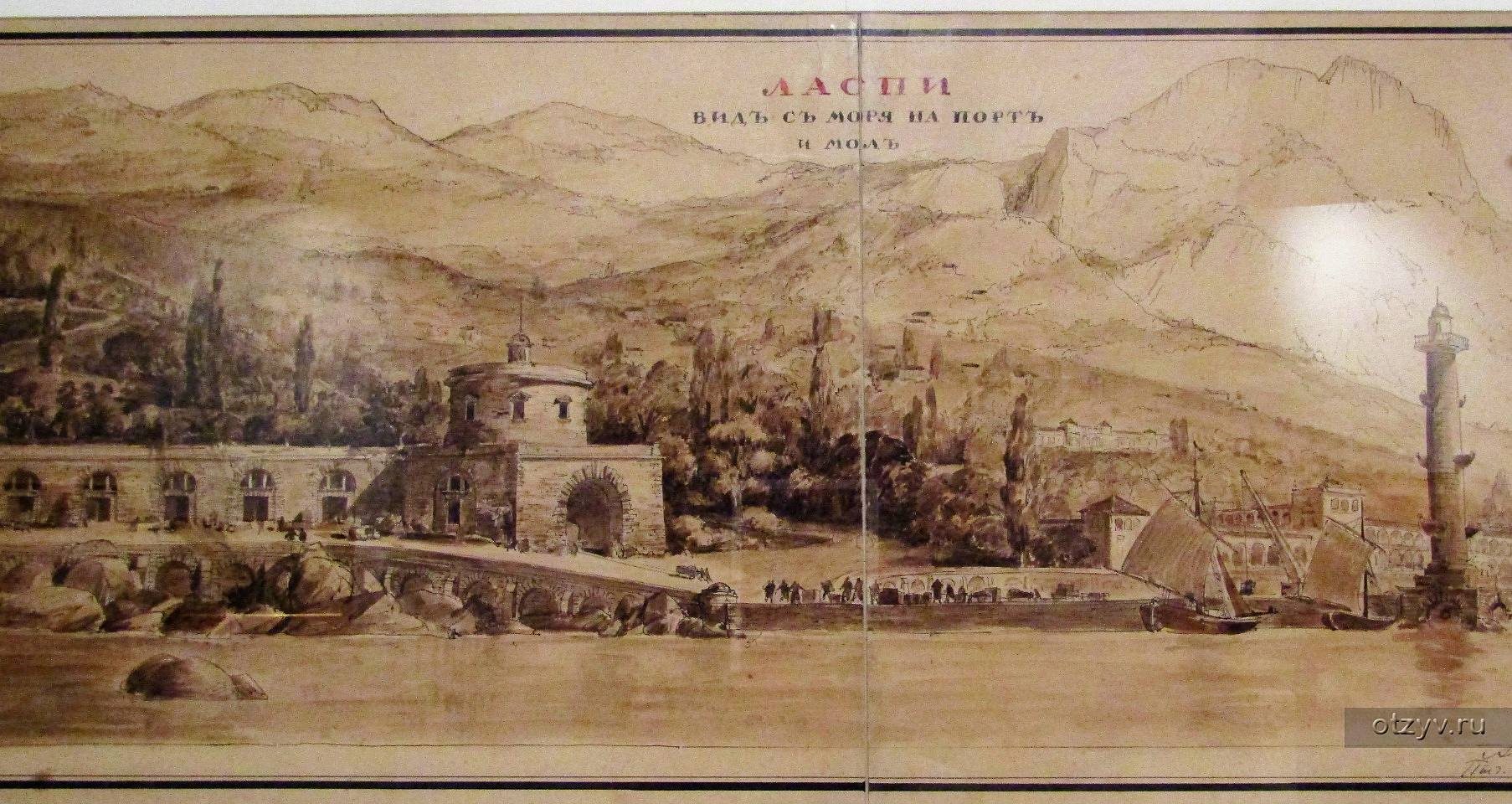
Проект города-сада Ласпи И. А.Фомина.

После установления в Крыму Советской власти, по постановлению Крымревкома от 8 января 1921 года, была упразднена волостная система и селение подчинили Ялтинскому району Ялтинского уезда. В 1922 году уезды получили название округов. 11 октября 1923 года, согласно постановлению ВЦИК, в административное деление Крымской АССР были внесены изменения, в результате которых основной административной единицей стал Ялтинский район. Согласно Списку населённых пунктов Крымской АССР по Всесоюзной переписи 17 декабря 1926 года, на хуторе Ласпи, Мухалатского сельсовета Ялтинского района, числилось 5 дворов, население составляло 13 человек, из них 5 крымских татар, 4 русских, 1 украинец, 1 армянин, 2 записаны в графе «прочие». На километровой карте Генштаба Красной армии 1941 года обозначен совхоз Ласпи. В последующий период Ласпи, ввиду того, что не являлся населённым пунктом, в доступных документах не упоминался, передано в состав Севастопольского горсовета 14 ноября 1951 года, решением Балаклавского райисполкома «О изменении границ между Орлиновским и Южновским сельскими советами». На официальном сайте Балаклавского района в 2013 году посёлок числился как дачный (садовые участки), без постоянного населения, площадью 21,4 гектара.

### Воссоздание посёлка
В 2017 году Владимир Путин распорядился создать в районе Ласпи охраняемую природную территорию (заказник). В феврале 2018 года российской администрацией было объявлено о том, что ранее заключённые договоры о выделении участков в Ласпи под жилищное строительство аннулированы в судебном порядке, и благодаря этому на вернувшихся в муниципальную собственность территориях создана особо охраняемая территория. В то же время, как отмечают некоторые СМИ, отдельные участки, на которых незаконно осуществлена жилищная застройка, из охраняемой территории оказались исключены.
8 февраля 2018 года в окрестностях был создан государственный природный ландшафтный заказник регионального значения «Ласпи».
Законом города Севастополя от 23 июля 2019 года № 518-ЗС в административное деление города федерального значения Севастополя был включён городской населённый пункт посёлок Ласпи.